# موومان

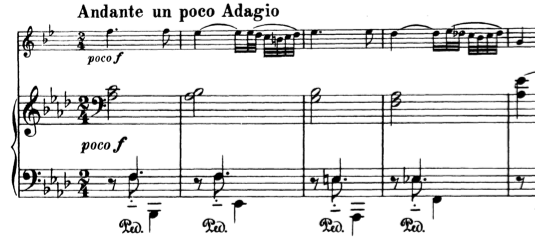
تم کلارینت نزولی در افتتاحیه موومان دوم.

موومان (به فرانسوی: mouvement) به معنای بخش کاملی از یک اثر بزرگ‌ترِ موسیقی است که خود آغاز و انجامی دارد. آثاری مانند سمفونی و کنسرتو و سونات هریک از چند موومان تشکیل می‌شوند. گاه یک موومان از اثری در کنسرت‌ها اجرا می‌شود، ولی اجرای هر اثر موسیقی وقتی کامل است که تمام موومان‌های آن اجرا شود.
معمولاً در اجرای آثار موسیقی، پس از پایان یک موومان و پیش از آغاز موومان بعدی، اندکی سکوت برقرار می‌شود. در مواردی، برخی آهنگ‌سازان مشخص می‌کنند که اجرای موومان بعدی بلافاصله و بدون این سکوت شروع شود؛ مثلاً بین موومان‌های سوم و چهارم سمفونی شماره ۳ بتهوون موسوم به اِروئیکا (سمفونی حماسه یا سمفونی قهرمانی)، سکوت بسیار اندک است.
در موسیقی کلاسیک غربی (به‌جز در اپرا) رسم نیست که شنوندگان در طول اجرا یا پس از پایان هر موومان، نوازندگان را تشویق کنند، و این کار پس از اتمام همهٔ اثر انجام می‌گیرد.

## ویژگی موومان‌ها در فرم‌های کلاسیک
- سونات: دو یا چهار موومان در یک کلید ولی با درون‌مایهٔ متفاوت.[۲]